# Vikram Chandra
Vikram Chandra (Hindi: विक्रम चन्द्र, vikram candra; * 23. Juli 1961 in Neu-Delhi) ist ein indisch-amerikanischer Autor. Er wurde für seinen Erzählungsband „Die fünf Seiten des Lebens“ sowie seinen ersten Roman „Tanz der Götter“ auch auf internationaler Ebene mit einigen renommierten Preisen ausgezeichnet. Sein Werk gilt sowohl rezeptions- als auch produktionsgeschichtlich als Weltliteratur.

## Leben und Werk
Geboren wurde Vikram Chandra als Spross einer kreativen Familie. Seine Mutter arbeitete ebenfalls als Filmautorin und hat zahlreiche Drehbücher für Hindi-Filme geschrieben. Seine Schwester Tanuja wirkt zudem als Regisseurin, während seine andere Schwester Anupama sich als Filmkritikerin einen Namen machte und ebenfalls einige Bücher verfasste. Vikram selbst besuchte zunächst die Schule in Ajmer, einer Stadt im indischen Bundesstaat Rajasthan. Anschließend begann er ein Studium am St. Xavier’s College an der Universität Mumbai (Bombay), wechselte aber vor Beendigung seines Studiums an das Pomona College nach Claremont in Kalifornien, wo er 1984 seinen akademischen Abschluss als Bachelor of Arts in Creative Writing (Kreatives Schreiben) in Fach Englisch mit Auszeichnung erwarb.
Danach besuchte er zunächst die Filmschule der Columbia University. Dort stieß er auf die Biographie des legendären Soldaten James Skinner – Sohn einer indischen Mutter und eines britischen Vaters – und verspürte anschließend den Wunsch, zu diesem Thema selbst einen Roman zu verfassen.
Daher brach er sein Filmstudium nach der Hälfte ab und suchte Unterstützung an der Johns-Hopkins-Universität sowie der University of Houston. 1995 erschien sein erster Roman Red Earth and Pouring Rain (deutscher Titel: Tanz der Götter), der von der internationalen Buchkritik mit Begeisterung aufgenommen wurde.
Der Roman, der als fiktionale Autobiografie angelegt ist, wurde zeitgleich in Indien und England veröffentlicht und innerhalb kürzester Zeit in zwölf Sprachen übersetzt; gleichzeitig erhielt er weltweit zahlreiche Auszeichnungen. In der Rahmenhandlung erscheint der Ich-Erzähler Sanjay, der einen in Affengestalt im zeitgenössischen Indien reinkarnierten Poeten des 19. Jahrhunderts verkörpert. Er erzählt (um) sein Leben, um auf diese Weise den Todesgott Yama davon abzuhalten, ihn wieder in die Bewusstlosigkeit der Reinkarnation in Gestalt eines Tieres zurückzustoßen.
Diese Konzeption der Handlung ermöglicht es Chandra, in opulenter Form das Öffentliche mit dem Privaten aus dem Leben Sanjays und seiner Weggefährten in der Geschichte Indiens und Großbritanniens im 18. und 19. Jahrhundert sowie in der Zeitgeschichte Amerikas und Indiens miteinander zu verflechten. In dem Roman finden sich zahlreiche intertextuelle Anspielungen und Zitate; neben Auszügen aus Sanskrit-Epen wie Mahabharata werden Texte aus den Erzählungen Tausendundeine Nacht bis hin zu Rudyard Kiplings Kim oder Jorge Luis Borges’ El Inmortal (dt. Der Unsterbliche) einbezogen. Der Titel dieses Romans geht auf ein Gedicht aus dem klassischen Tamil zurück; im Hinblick auf Sprache, Motivik, Geschichte und Mythologie gelingt es Chandra, in seinem Erzählwerk westliche und indische Momente zu integrieren. Damit setzt er eine Tradition der Internationalisierung der indischen Literatur in englischer Sprache fort, die in den 1980er Jahren ihren Anfang nahm und von renommierten Autoren wie Salman Rushdie entscheidend beeinflusst wurde.
Produktionsästhetisch sind Chandras Werke im Kontext des magischen Realismus angesiedelt. Wie auch für die Postmoderne insgesamt charakteristisch werden einerseits die Verlässlichkeit erkenntnistheoretischer Prozesse oder Aktivitäten und als deren Ergebnis die Kategorien der Identität und der Geschichte hinterfragt, andererseits jedoch zugleich ein Vertrauen in das geschriebene Wort sowie in die versöhnende Kraft des Geschichtenerzählens zum Ausdruck gebracht. Das von Chandra in Red Earh and Pouring Rain ebenfalls aufgenommene Scheherazade-Motiv kann in dieser Hinsicht als paradigmatisch begriffen werden.
Auch Chandras 1997 erschienener Erzählband Love and Longing in Bombay (dt. Titel: Die fünf Seiten des Lebens, 1999) wurde von den Kritikern mit Lob überschüttet. In dieser Sequenz von Erzählungen, deren Spektrum sich von der Detektivgeschichte bis hin zur Geistererzählung erstreckt, werden im Wesentlichen die Sehnsüchte und Beziehungen des urbanen Individuums thematisiert; die Rahmenhandlung hat hier die erzähltechnische Funktion, die Tradition des (mündlichen) Geschichtenerzählens aufzunehmen und fortzuführen, die in der indischen Kultur bis in die Gegenwart hinein verwurzelt ist. Die Titel der Geschichten «Dharma», «Shakti», «Kama», «Artha» und «Shanti» werden von Chandra in dieser Reihenfolge offenbar als durchaus für sein Werk charakteristisch angeordnet und repräsentieren bedeutsame Konzepte der hinduistischen Philosophie.
Nachdem er sich danach zunächst als Co-Autor an einer Bollywood-Produktion beteiligt hatte, veröffentlichte Chandra im Jahre 2006 seinen bisher letzten Roman Sacred Games, der auf Deutsch zunächst in zwei Teilen erschien, 2008 aber auch einbändig (unter dem Titel Der Pate von Bombay) veröffentlicht wurde. Sacred Games wurde 2006 mit dem Hutch Crossword Book Award und 2007 mit dem Salon Book Award ausgezeichnet, 2018 folgte eine Netflix-Adaption selben Namens.
Vikram Chandra ist mit der Autorin Melanie Abrams verheiratet und verbringt seine Zeit abwechselnd in Mumbai und Oakland. Sowohl er als auch seine Frau unterrichten seit 2005 an der University of California kreatives Schreiben.

## Werke
Bücher
- Red Earth and Pouring Rain. 1995
  - Tanz der Götter. Deutschsprachige Übersetzung von Ulrike Seeberger. Aufbau-Verlag, Berlin 1997, ISBN 978-3-351-02832-9
- Love and Longing in Bombay. 1997
  - Die fünf Seiten des Lebens. Bombay-Geschichten. Deutschsprachige Übersetzung von Ulrike Seeberger. Aufbau-Verlag, Berlin 1999, ISBN 978-3-351-02856-5
- Sacred Games. 2006
  - Der Gott von Bombay. 1. Teil in der deutschsprachigen Übersetzung von Barbara Heller und Kathrin Razum. Aufbau-Verlag, Berlin 2006, ISBN 978-3-351-03091-9
  - Bombay Paradise. 2. Teil in der deutschsprachigen Übersetzung von Barbara Heller und Kathrin Razum. Aufbau-Verlag, Berlin 2006, ISBN 978-3-351-03092-6
  - Der Pate von Bombay. Deutschsprachige Übersetzung von Barbara Heller und Kathrin Razum. Aufbau-Verlag, Berlin 2008, ISBN 978-3-7466-2483-9
- Geek Sublime: Writing Fiction, Coding Software. Faber and Faber. 2013.

Drehbücher
- Ko-Autor für den Bollywood-Film Mission Kashmir – Der blutige Weg der Freiheit (Produzent ist sein Schwager Vidhu Vinod Chopra), 2002

## Auszeichnungen
- 2007 – Commonwealth Writers’ Prize (Eurasia Region, Best Book)
- 2007 – Encore Award
- 1997 – Commonwealth Writers’ Prize (Eurasia Region, Best Book)
- 1996 – Commonwealth Writers’ Prize (Overall Winner, Best First Book)
- 1995 – David Higham Prize for Fiction